# 亚铁氰化钠
亚铁氰化钠，一般为十水合物形式，化学式Na4Fe(CN)6·10H2O。

## 性质
亚铁氰化钠是一种柠檬黄色单斜晶系的棱形或针状结晶，溶于水，不溶于醇。在空气中易风化，在50～60 °C的条件下晶体会很快失去结晶水，在更高温度下干燥生成坚硬的块状无水盐。在常温稀酸中不分解，但在沸浓酸中分解为氢氰酸。可被氧化为铁氰化钠。强烈灼烧时分解为氰化钠、碳化铁和氮气。

## 制备
1、焦炉气副产回收法 焦炉气中的氰化氢在填充有铁刨花的塔中用纯碱液循环吸收，经沉降除杂得亚铁氰化钠。
{\displaystyle {\rm {\ 6HCN+Fe+3Na_{2}CO_{3}\rightarrow Na_{4}Fe(CN)_{6}+H_{2}\uparrow +}}}{\displaystyle {\rm {\ 2CO_{2}\uparrow +2H_{2}O}}}
2、含氰化钠废液回收法 氰化钠溶液与氯化钙、硫酸亚铁在加热条件下反应30～40分钟生成亚铁氰化钠。
{\displaystyle {\rm {\ 6NaCN+FeSO_{4}+CaCl_{2}\rightarrow Na_{4}Fe(CN)_{6}+CaSO_{4}}}}{\displaystyle {\rm {\ +2NaCl}}}
3、氰熔体法 氰熔体与硫酸亚铁反应生成亚铁氰化钠与亚铁氰化钙混合溶液及其硫酸钙沉淀，过滤后加入纯碱使亚铁氰化钙转化为亚铁氰化钠，过滤除去碳酸钙，滤液经蒸发、结晶、分离、干燥得亚铁氰化钠成品。
{\displaystyle {\rm {\ 4Ca(CN)_{2}+4NaCN+2FeSO_{4}\rightarrow Ca_{2}Fe(CN)_{6}+}}}{\displaystyle {\rm {\ Na_{4}Fe(CN)_{6}+2CaSO_{4}\downarrow }}}
{\displaystyle {\rm {\ Ca_{2}Fe(CN)_{6}+2Na_{2}CO_{3}\rightarrow Na_{4}Fe(CN)_{6}+2CaCO_{3}\downarrow }}}

## 用途
用作制造蓝色颜料的原料，用于油漆、涂料和油墨。医药工业中用作去铁剂。